# NGC 2960
NGC 2960 (również PGC 27619 lub UGC 5159) – galaktyka spiralna (Sa), znajdująca się w gwiazdozbiorze Hydry. Odkrył ją John Herschel 4 marca 1826 roku. Jest to galaktyka z aktywnym jądrem, prawdopodobnie typu LINER.